# アル・ハリージュ
アル・ハリージュFC（英語: Al-Khaleej FC, アラビア語: نادي الوحدة)）は、サウジアラビアのサイハートをホームタウンとする、サウジ・プロフェッショナルリーグに加盟するプロサッカークラブである。

## 概要
アル・ハリージュは、サッカー競技以外にもハンドボール、バレーボール、卓球、バスケットボール、水球、テコンドー、水泳、陸上競技、テニス、ボディビルディングと非常に多くのスポーツに力を入れているクラブ。

## タイトル

### 国内タイトル
- サウジ・ファーストディヴィジョンリーグ : 2回
  - 2005-06, 2021-22
- プリンス・ファイサリ・ビン・ファハドカップ : 1回
  - 1999-00

### 国際タイトル
- なし

## 現所属メンバー
2023年11月11日現在
注：選手の国籍表記はFIFAの定めた代表資格ルールに基づく。
| No. | Pos. |                | 選手名                                                |
| --- | ---- | -------------- | ----------------------------------------------------- |
| 1   | GK   | サウジアラビア | エヤド・ナセル                                        |
| 2   | DF   | サウジアラビア | オマル・アル=オウダ                                   |
| 3   | DF   | サウジアラビア | ムハンマド・アル=カブラニ                             |
| 4   | DF   | アルゼンチン   | リサンドロ・ロペス                                    |
| 5   | DF   | ポルトガル     | ペドロ・レボチョ                                      |
| 6   | MF   | サウジアラビア | カレド・アル=サミリ                                   |
| 7   | FW   | ドイツ         | ハーレド・ナレイ                                      |
| 8   | MF   | ポルトガル     | イボ・ロドリゲス                                      |
| 9   | FW   | エジプト       | モハメド・シェリフ                                    |
| 10  | MF   | ポルトガル     | ファビオ・マルティンス                                |
| 11  | FW   | サウジアラビア | アブドゥラー・アル=サレム                             |
| 13  | DF   | サウジアラビア | アブドラ・アル=シャンキティ                           |
| 14  | DF   | サウジアラビア | アリ・アル=シャーフィ                                 |
| 15  | MF   | サウジアラビア | マンスール・ハムジ                                    |
| 17  | MF   | サウジアラビア | ハッサン・アル=マジャド                               |
| 18  | MF   | サウジアラビア | アブドゥラ・ホーサウィ (アル・イテハドからレンタル中) |
| 20  | DF   | サウジアラビア | ムハンマド・アル=ハイビリ                             |

| No. | Pos. |                          | 選手名                      |
| --- | ---- | ------------------------ | --------------------------- |
| 22  | GK   | サウジアラビア           | ラエド・オザイビ            |
| 23  | GK   | ボスニア・ヘルツェゴビナ | イブラヒム・シェヒッチ      |
| 25  | DF   | サウジアラビア           | アリフ・アル=ハイダル       |
| 26  | FW   | サウジアラビア           | マレク・アル=ダルウィッシュ |
| 27  | MF   | サウジアラビア           | ファワズ・アル=トレイス     |
| 28  | MF   | サウジアラビア           | フセイン・アルスルタン      |
| 29  | FW   | サウジアラビア           | アリ・アブドゥルラウフ      |
| 30  | MF   | サウジアラビア           | ムハンマド・アル=アブドラ   |
| 33  | DF   | サウジアラビア           | バンダー・ナセル            |
| 35  | GK   | サウジアラビア           | ラヤン・アッ=ドーサリー     |
| 39  | DF   | サウジアラビア           | サイード・アル=ハムサル     |
| 55  | MF   | 大韓民国                 | 鄭又榮                      |
| 66  | DF   | サウジアラビア           | フセイン・フライ            |
| 70  | MF   | サウジアラビア           | リヤド・アル=イブラヒム     |
| 96  | GK   | サウジアラビア           | マルワン・アル=ハイダリ     |
| 99  | MF   | サウジアラビア           | ハマド・アル=アブダン       |

監督
- ペドロ・エマヌエル

## 歴代監督
- アハメド・アル=アジュラニ 1997-1999
- ハーレド・アル=マルズーク 1999
- アブデルクリム・ビラ 1999-2000
- エンジェル 2000-2001
- ハーレド・アル=マルズーク 2001-2004
- ユゼフ・アル=スーリヤティ 2004-2005
- ハーレド・アル=マルズーク 2005-2006
- ヤン・クモッホ 2006-2007
- ロトフィ・ベンザルティ 2007
- リカルド・フォルモシーニョ 2007
- ハーレド・アル=マルズーク 2007-2008
- サミール・セミル 2008
- サミール・ヒラル 2008-2009
- ハーレド・アル=マルズーク 2009-2010
- イールコ・シャトリー 2010-2011
- アブデラゼク・チェビ 2011
- アハメド・エル・アグーズ 2011
- ハーレド・アル=マルズーク 2011-2012
- アイマン・ラガブ 2012-2013
- サミール・ヒラル 2013-2014
- ジャレル・カドリ 2014-2016
- パトリック・デ・ワイルド 2016
- ジャレル・カドリ 2016-2017
- エウセビウ・チューダー 2017-2018
- マヘル・アル=シャンマリ 2018
- サミール・ヒラル 2018-2019
- アレン・ホーヴァット 2019
- ムハンマド・トレムセニ 2019-2020
- ケレディン・マドゥイ 2020
- サミール・ヒラル 2020-2021
- デヤン・アルソフ 2021
- アレン・ホーヴァット 2021
- パウロ・ゴメス 2021-2022
- ハーレド・アル=マルズーク 2022
- ペドロ・エマヌエル 2022-2023

## 歴代所属選手
- マルワーン・フセイン 2015
- イスマイル・ディアキテ 2017
- ルーカス・ヴィエイラ・ジ・ソウザ 2022-2023
- ソコル・チカレシ 2022-2023
- リサンドロ・ロペス 2023-
- 鄭又榮 2023-
- ファビオ・マルティンス 2023-